# 岩崎まさみ
岩崎 まさみ（いわさき まさみ、1951年3月 - ）は、日本の文化人類学者・民俗学者。ユネスコ無形文化遺産保護条約評価機関委員。文化庁文化審議会第６期無形文化遺産部会委員。国立文化財機構アジア太平洋無形文化遺産研究センター理事。「岩崎・グッドマン・まさみ」とも表記される。

## 来歴
北海道滝川市出身。北星学園女子短期大学英文学科卒業。1976年ミネソタ州立セントクラウド大学英語科卒業。1980年ミネソタ州立大学大学院修士課程修了、アルバータ大学大学院博士課程修了。Ph.D.（アルバータ大学）。アメリカから帰国後、北星学園大学非常勤講師、札幌大学非常勤講師を務める傍ら、札幌開催の国際会議の同時通訳なども務めた。1987年、国際捕鯨委員会日本代表テクニカルアドバイザー（1995年まで）。1995年、北星学園女子短期大学英文学科助教授。1997年、北海学園大学に赴任。北海学園大学人文学部英米文化学科教授に就く。2016年、北海学園大学退職。同経済学部客員教授。ユネスコ無形文化遺産保護条約評価機関委員。その後、文化庁文化審議会第６期無形文化遺産部会委員。国立文化財機構アジア太平洋無形文化遺産研究センター理事。2022年北海学園大学経済学部客員教授退任。北海学園大学開発研究所特別研究員。

## 研究領域
先住民族社会の社会・文化的変化。サケをめぐる先住民族文化、捕鯨問題にみられる文化対立、海洋資源利用と権利など、幅広く研究。

## 著書

### 単著
- 『人間と環境と文化―クジラを軸にした一考察』清文弘文堂書房、2005年

### 共著
- 『鯨の文化人類学-日本の小型沿岸捕鯨』海鳴社、1989年
- 『紛争の海-水産資源管理の人類学』人文書院、2002年
- 『講座 世界の先住民族 第7巻（北米）』明石書店、2006年
- 『捕鯨の文化人類学』成山堂書店、2012年